# Felipe Sánchez
Felipe Sánchez (Rafaela, 7 aprile 2004) è un calciatore argentino, difensore dello Schalke 04.

## Caratteristiche tecniche
È un difensore centrale.

## Carriera
Sánchez è cresciuto nel settore giovanile del Gimnasia (LP), con cui ha debuttato in prima squadra il 22 febbraio 2023 nell'incontro di Copa Argentina perso ai rigori contro l'Excursionistas. Il 13 marzo ha firmato il suo primo contratto professionistico con il club biancoblu.
Ha segnato il suo primo gol il 30 gennaio 2024 in Copa de la Liga Profesional contro l'Independiente Rivadavia.

## Statistiche

### Presenze e reti nei club
Statistiche aggiornate al 2 aprile 2024.
| Stagione        | Squadra         | Campionato      | Campionato | Campionato | Coppe nazionali | Coppe nazionali | Coppe nazionali | Coppe continentali | Coppe continentali | Coppe continentali | Altre coppe | Altre coppe | Altre coppe | Totale | Totale | Totale |
| Stagione        | Squadra         | Comp            | Pres       | Reti       | Comp            | Pres            | Reti            | Comp               | Pres               | Reti               | Comp        | Pres        | Reti        | Pres   | Reti   |        |
| --------------- | --------------- | --------------- | ---------- | ---------- | --------------- | --------------- | --------------- | ------------------ | ------------------ | ------------------ | ----------- | ----------- | ----------- | ------ | ------ | ------ |
| 2023            | Gimnasia (LP)   | PD              | 26         | 0          | CA+CdL          | 1+2             | 0               | CS                 | 3                  | 0                  |             | -           | -           | 32     | 0      |        |
| 2024            | Gimnasia (LP)   | PD              | 0          | 0          | CA+CdL          | 1+7             | 1+2             |                    | -                  | -                  |             | -           | -           | 8      | 3      |        |
| Totale carriera | Totale carriera | Totale carriera | 26         | 0          |                 | 11              | 3               |                    | 3                  | 0                  |             | -           | -           | 40     | 3      |        |